# Cees Bremmer
Cornelis (Cees) Bremmer (ur. 19 czerwca 1948 w Zwolle) – holenderski polityk, nauczyciel i samorządowiec, poseł krajowy, deputowany do Parlamentu Europejskiego (2003–2004).

## Życiorys
W latach 1966–1972 kształcił się w zakresie administracji na Wolnym Uniwersytecie w Amsterdamie, w latach 1999–2003 studiował prawo na Uniwersytecie w Lejdzie. Działał w Partii Antyrewolucyjnej (ARP), w 1980 przystąpił do Apelu Chrześcijańsko-Demokratycznego (CDA).
Przez rok pracował na uczelni. Od 1973 do 1976 był zatrudniony w strukturach partyjnych ARP, odpowiadając za redakcję czasopisma tego ugrupowania. Następnie do 1979 pełnił funkcję zastępcy sekretarza generalnego partii. Od 1978 do 1990 zasiadał w radzie miejskiej Voorschoten. W latach 1980–1997 zajmował stanowiska partyjne w ramach CDA, od 1986 był sekretarzem generalnym.
Od 1995 do 1998 sprawował mandat deputowanego do Tweede Kamer, niższej izby Stanów Generalnych. Później uczył w Grotius College w Delfcie.
W 1999 z ramienia CDA kandydował do Parlamentu Europejskiego V kadencji, mandat objął w 2003. Należał do grupy chadeckiej, pracował m.in. w Komisji Spraw Konstytucyjnych. W PE zasiadał do 2004.
Od 1999 do 2003 był sekretarzem generalnym organizacji YMCA-Holandia. Ponownie objął tę funkcję w 2004.
Kawaler Orderu Oranje-Nassau (1998).